# Ari Leschnikoff
Pour les articles homonymes, voir Leschnikoff.

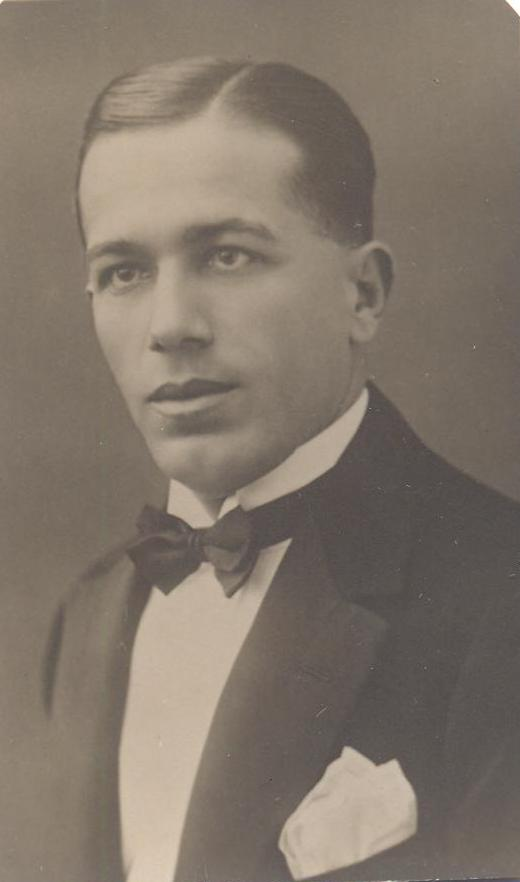
Ari Leschnikoff, 1922.

Asparuch Leschnikoff (en bulgare : Аспарух Лешников), surnommé "Ari", né le 16 juin 1897 à Haskovo (principauté de Bulgarie) et mort le 31 juillet 1978 à Sofia (Bulgarie), est un chanteur bulgare qui a été le 1er ténor de l'ensemble berlinois Comedian Harmonists.

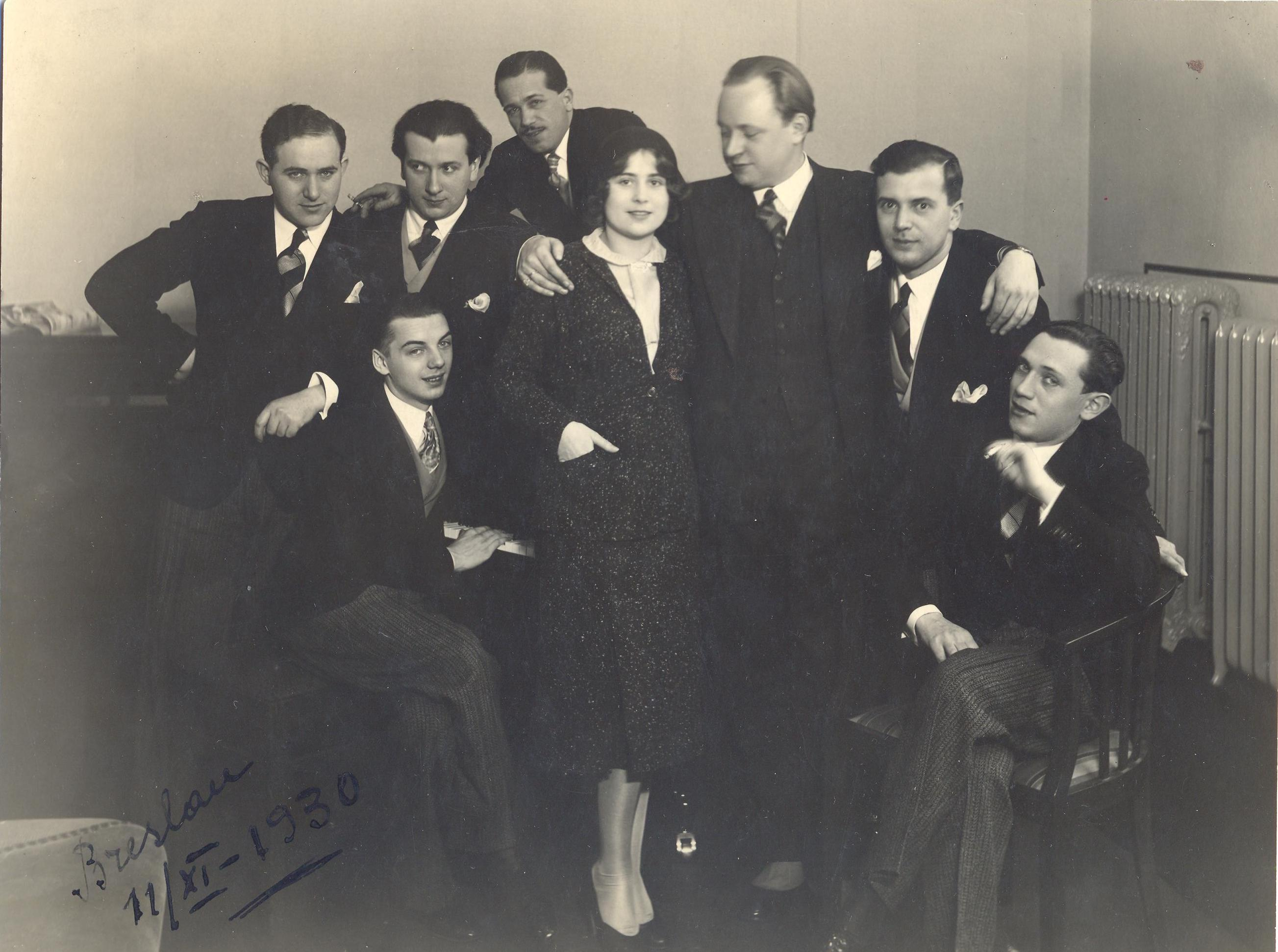
Ari Leschnikoff (debout, troisième à partir de la gauche) avec les Comedian Harmonists à Wroclaw en 1930.

## Biographie
Ari Leschnikoff grandit à Chaskovo puis fréquente une école de cadets à Sofia en 1916. À la fin de la Première Guerre mondiale, il est lieutenant.
En 1922, il émigre en Allemagne pour y étudier la musique. Pour subvenir à ses besoins, il travaille également comme serveur à Berlin dans le restaurant étudiant bulgare Bei Kirow.
En 1926, Leschnikoff obtient un contrat de choriste au Großer Schauspielhaus. Dans le chœur, il fait la connaissance de Robert Biberti et de Roman Cycowski. Au tournant de l'année 1927/1928, l'ensemble Melody Makers est fondé à Berlin à l'initiative de Harry Frommermann, et, après quelques mois, il est rebaptisé Comedian Harmonists. Leschnikoff accède à cet ensemble par l'intermédiaire de Robert Biberti en mars 1928, où il remplace le 1er ténor Louis Kaliger. Lorsque les Comedian Harmonists se séparent en 1935 parce que les trois membres juifs furent contraints d'émigrer par les nationaux-socialistes, Leschnikoff fait d'abord partie du sextuor Meistersextett avec Biberti et Erwin Bootz ainsi que les nouveaux membres Fred Kassen, Walther Blanke et Richard Sengeleitner. Lorsque Bootz quitte le groupe en 1938 et après que Leschnikoff a dénoncé Biberti à la Gestapo en raison de commentaires critiques envers le régime après une dispute, ce groupe s'effondre également. Puisqu'il avait une dette envers Biberti, il lui versait sa part des royalties du groupe.
En 1939, il tente une dernière fois sa chance en Allemagne en tant que chanteur solo, mais revient à Sofia en 1940. Là, il fait quelques enregistrements auprès de la maison de disques Mikrophon. Enfin, en 1941, il est enrôlé comme capitaine. Il utilise ses économies pour acheter un immeuble de quatre étages à Sofia, qui est complètement détruit lors d'un bombardement en 1944.
Sa femme obtient le divorce en 1947 et emmène avec elle leur fils Simon. En 1952, Leschnikoff se marie une seconde fois. Il travaille comme jardinier et aussi dans une usine pour maintenir la famille à flot. En 1978, à l'âge de 81 ans, il meurt complètement appauvri à Sofia. Dans les dernières années de sa vie, il avait demandé en vain à Biberti dans de nombreuses lettres de lui permettre de participer à nouveau aux tantièmes des Comedian Harmonists.

## Postérité
Le personnage de Leschnikoff est joué par Max Tidof dans le film Comedian Harmonists (1997) réalisé par Joseph Vilsmaier.